# 다닐루 라란제이라
다닐루 라랑게이라(포르투갈어: Danilo Larangeira, 1984년 5월 10일 브라질 상베르나르두두캄푸 ~ )는 다닐루(Danilo)라고도 알려진 브라질의 축구 선수로 현재 세리에 B 클럽인 파르마에서 뛰고 있다. 세리에 A 무대에서 최고의 수비수 가운데 하나로 손꼽힌다.

## 수상 경력
- 이투아누
  - 브라질 리그 C: 2003
- 아틀레치쿠 파라나엔시
  - 파라나 주 리그: 2005